# Fernanda Irene Urrea Cifuentes
Pour les articles homonymes, voir Urrea et Cifuentes.
Fernanda Irene Urrea Cifuentes est une attaquante internationale chilienne de rink hockey. 

## Palmarès
En 2016, elle participe au championnat du monde.

## Référence
1. ↑  (es) BEATRIZ GAETE